# Лебедєв-Кумач Василь Іванович
Лебедєв-Кумач Василь Іванович (24 липня (5 серпня) 1898 — 20 лютого 1949) — російський радянський поет, офіційний автор багатьох пропагандистських та патріотичних компартійних віршів та популярних пісень сталінської доби, а також гімну більшовиків. Лауреат Сталінської премії (1941). За життя звинувачувався у злісному та систематичному плагіаті. За негласною вказівкою Сталіна оприлюднення фактів плагіату було замовчано.

## Пісні для кіно
Написав тексти пісень до популярних радянських кінокомедій Г. В. Александрова «Веселі хлоп'ята» (1934), «Цирк», «Волга-Волга» (1938); до дитячо-юнацького пригодницького фільму «Діти капітана Гранта» (1936).
Автор текстів пісень до російськомовних фільмів української кіностудії — «Інтриган» (1935), «Багата наречена» (1938).

## Під час радянсько-німецької війни
Під час швидкого та невпинного наступу німецьких військ на Москву восени 1941, загальної паніки та втечі радянської номенклатури зі столиці протягом 16-19 жовтня 1941, Лебедєв-Кумач спробував втекти залізницею, прихопивши з собою чимало власного майна. Перший секретар Спілки письменників СРСР Олександр Фадєєв доповідав у ЦК ВКП(б), що автор слів «Священної війни» Василь Лебедєв-Кумач «привіз на вокзал два пікапи речей, не зміг їх завантажити в потяг протягом двох діб, через що і збожеволів».